# Markt Berolzheim
Markt Berolzheim település Németországban, azon belül Bajorországban. Lakosainak száma 1320 fő (2023. december 31.). Markt Berolzheim Meinheim, Heidenheim, Treuchtlingen és Alesheim községekkel határos.

## Népesség
A település népessége az elmúlt években az alábbi módon változott:
| Lakosok száma | 1024 | 1506 | 1209 | 1232 | 1302 | 1269 | 1289 | 1276 | 1297 | 1320 |
|               | 1875 | 1950 | 1975 | 1987 | 2012 | 2014 | 2016 | 2017 | 2021 | 2023 |